# 希伯倫鎮區 (密歇根州)
希伯倫鎮區（英語：Hebron Township）是位於美國密歇根州希博伊根縣的一個行政鎮區。

## 地方資料
希伯倫鎮區的面積為90.10平方千米，當中陸地面積為88.20平方千米，而水域面積為1.90平方千米。根據2020年美國人口普查的數據，當地共有人口298人，而人口密度為每平方千米3.31人。